# Мария Гимбутас
Мария Гимбутас (на английски: Marija Gimbutas) е литовско-американска археоложка и културоложка, известна със своите трудове и възгледи за европейската праистория.
Авторка е на хипотезата за съществуването на древната курганна култура. Смята се, че е сред най-крупните и същевременно най-противоречиви фигури в индоевропеистиката.

## Биография
Родена е на 23 януари 1921 г. във Вилнюс, Литва. Завършва Вилнюския университет и защитава докторат в Тюбингенския университет. Става преподавател в Харвардския университет.
Гимбутас получава образование и започва научната си кариера в Европа, но след 1949 г. се премества в САЩ, където протича значимата част от живота ѝ. От средата на 70-те години на XX век редица нейни книги добиват популярност в световен мащаб.
Умира на 2 февруари 1994 г. и е погребана в Каунас.

## Трудове и възгледи
Възгледите на Гимбутас се оформят в продължение на десетилетия, докато тя активно участва в археологически проучвания из цяла Европа. Изводите, до които достига, са, че:
- в праисторическа Европа до V век е налице специфична „древноевропейска“ култура
- след средата на 5-о хил. пр.н.е. от понтийско-каспийската степ прииждат т.нар. индоевропейски народи, чиято култура измества предишната – това е т.нар. курганна хипотеза.

Находките, с които Гимбутас се запознава, я карат да изтъква контраста между двете епохи, като добива популярност като една теория и за това, че праисторическите женски глинени пластики представят образа на „Великата богиня майка“ – изначален възглед, контрастиращ с по-късните индоевропейски воински и мъжки културни ценности. Добиващият влияние феминизъм от края на XX век активно пропагандира в опростена форма изложеното от Гимбутас, което поражда по-нататък, не без основания обострени критики към тази нейна теория.

## Научни трудове
- Gimbutas, Marija (1956). The Prehistory of Eastern Europe. Part I: Mesolithic, Neolithic and Copper Age Cultures in Russia and the Baltic Area. American School of Prehistoric Research, Harvard University Bulletin No. 20. Cambridge, MA: Peabody Museum.
- Gimbutas, Marija (1963). The Balts. London: Thames and Hudson, Ancient peoples and places 33.
- Gimbutas, Marija (1965). Bronze Age cultures in Central and Eastern Europe. The Hague/London: Mouton.
- Gimbutas, Marija (1971). The Slavs. London: Thames and Hudson, Ancient peoples and places 74.
- Gimbutas, Marija (1974). The Gods and Goddesses of Old Europe, 7000 to 3500 BC: Myths, Legends and Cult Images. London: Thames and Hudson.
- Gimbutas, Marija (1989). The Language of the Goddess: Unearthing the Hidden Symbols of Western Civilization. San Francisco: Harper & Row.
- Gimbutas, Marija (1991). The Civilization of the Goddess: The World of Old Europe. San Francisco: Harper.
- Gimbutas, Marija (1992). Die Ethnogenese der europäischen Indogermanen. Innsbruck: Institut für Sprachwissenschaft der Universität Innsbruck, Innsbrucker Beiträge zur Sprachwissenschaft, Vorträge und kleinere Schriften 54.
- Gimbutas, Marija (1994). Das Ende Alteuropas. Der Einfall von Steppennomaden aus Südrussland und die Indogermanisierung Mitteleuropas. Innsbruck: Institut für Sprachwissenschaft.
- Gimbutas, Marija, edited and supplemented by Miriam Robbins Dexter (1999) The Living Goddesses. Berkeley/Los Angeles: University of California Press.